# リッチー・モウンガ
リッチー・モウンガ（Richie Mo'unga、1994年5月25日 - ）は、ニュージーランド出身のラグビーユニオン選手。ジャパンラグビーリーグワン東芝ブレイブルーパス東京に所属している。

## 略歴
ニュージーランド・クライストチャーチ出身。
2013年にカンタベリーに加入し、2016年からはクルセイダーズにも所属。
2017年からオールブラックス（ニュージーランド代表）に選抜され、ワールドカップ2019において、5試合出場、54得点、1トライを得る。同年、バーバリアンズに選ばれた。
ワールドカップ2023において、7試合（決勝戦までの全試合）出場、56得点、1トライを得る。
2023年、東芝ブレイブルーパス東京に加入。ニュージーランド協会との契約を切り、以後のオールブラックス選抜の可能性を絶って、ブレイブルーパスと複数年契約を結んだ。
2023年12月9日に行われたJAPAN RUGBY LEAGUE ONE第1節静岡ブルーレヴズ戦にて先発出場で日本での公式戦初出場を果たした。
リーグワン2023-24シーズンにおいて、所属する東芝ブレイブブルーパス東京が14季ぶりに優勝。モウンガ自身は、DIVISION1の「MVP」「プレーヤー・オブ・ザ・シーズン」の個人賞を受賞し、SO（スタンドオフ）として「ベストフィフティーン」に選ばれた。
リーグワン2024-25シーズンでは、シーズン序盤に2試合欠場した他は、プレイオフトーナメント2試合を含む計18試合に先発出場した。プレーオフ決勝戦では右手を骨折した状態で先発しながら、自ら先制トライをマークするなど攻守で活躍し、東芝ブレイブルーパス東京のリーグワン連覇に大きく貢献、同シーズンのMVPなどに再び輝いた。
2025年8月7日、ニュージーランド協会との2026年7月から2027年にかけての契約締結を発表した。これにより、リーグワン2025-26シーズンをもって東芝ブレイブルーパス東京を退団し、3年ぶりにオールブラックスに復帰してワールドカップ2027に臨むことが明らかになった。

## 受賞歴

### ジャパンラグビーリーグワン
- 2023-24リーグワンMVP(DIVISION 1), プレーヤー・オブ・ザ・シーズン (DIVISION 1), リーグワンベスト15(SO),
- 2024-25リーグワンMVP(DIVISION 1), プレーヤー・オブ・ザ・シーズン (DIVISION 1), リーグワンベスト15(SO),

注）プレーヤー・オブ・ザ・シーズンは選手間投票による選出で「対戦相手として、最も苦しめられた選手」に贈られる賞